# Hélity
Hélity Copter Airlines è una compagnia aerea regionale spagnola con base a Ceuta. Fondata nel 2014 ha iniziato le operazioni di volo nello stesso anno.

## Storia
La compagnia aerea è stata fondata con l'obiettivo di collegare la città autonoma di Ceuta con Algeciras (Spagna) e Malaga (Spagna) utilizzando elicotteri.
'Hélity' prevede di operare voli diretti con Melilla e, via Algeciras, con Tangeri da giugno.